# بليك هوفمان
بليك هوفمان هو فلاح وسياسي كندي، ولد في 29 أبريل 1902 في Blenheim, Ontario ‏ في كندا، وتوفي في 14 يوليو 1985. نشط حزبياً في الحزب الليبرالي الكندي. وقد انتخب عضو مجلس العموم الكندي.